# 마케도니아 사회민주주의 동맹
마케도니아 사회민주주의 동맹(마케도니아어: Социјалдемократски сојуз на Македонија, СДСМ), 약칭 SDSM은 1991년 북마케도니아에서 만들어진 사회민주주의 정당이다. 현재 지도자는 조란 자에프이며, 북마케도니아 8대 총리를 역임한 인물이다.

## 주요 정당
- 신사회민주주의당
- 민주연합
- 자유민주당
- 마케도니아 연합당
- 마케도니아 급진민주당
- 유럽 미래당
- 마케도니아 터키계 운동당
- 마케도니아 로마계 해방을 위한당
- 마케도니아 세르비아당
- 블랴크 민주연합
- 산자크 리스트
- 노동당